# Famille Shubert

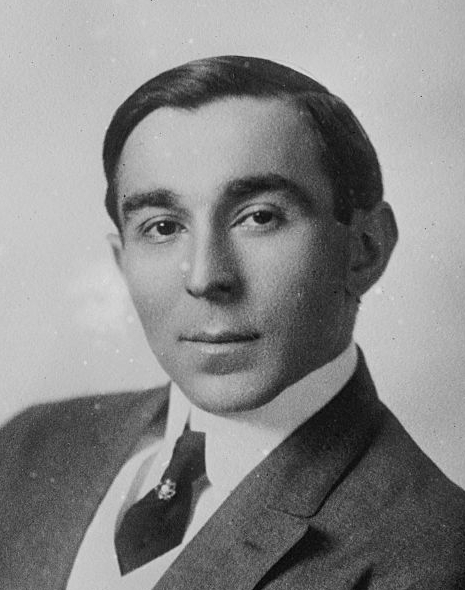
Lee Schubert en 1908.

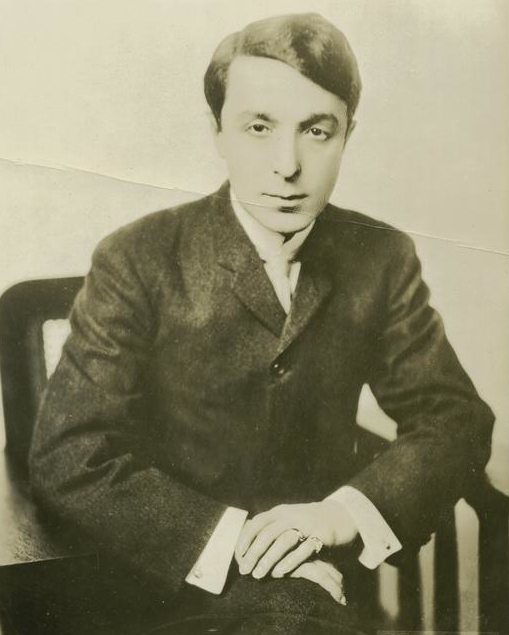
Sam Shubert.

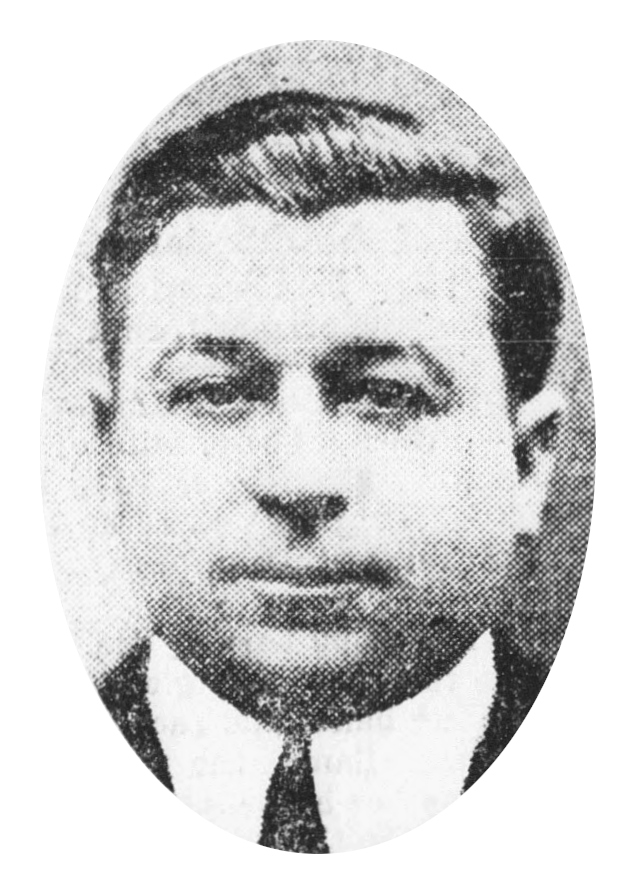
Jacob Shubert en 1925.

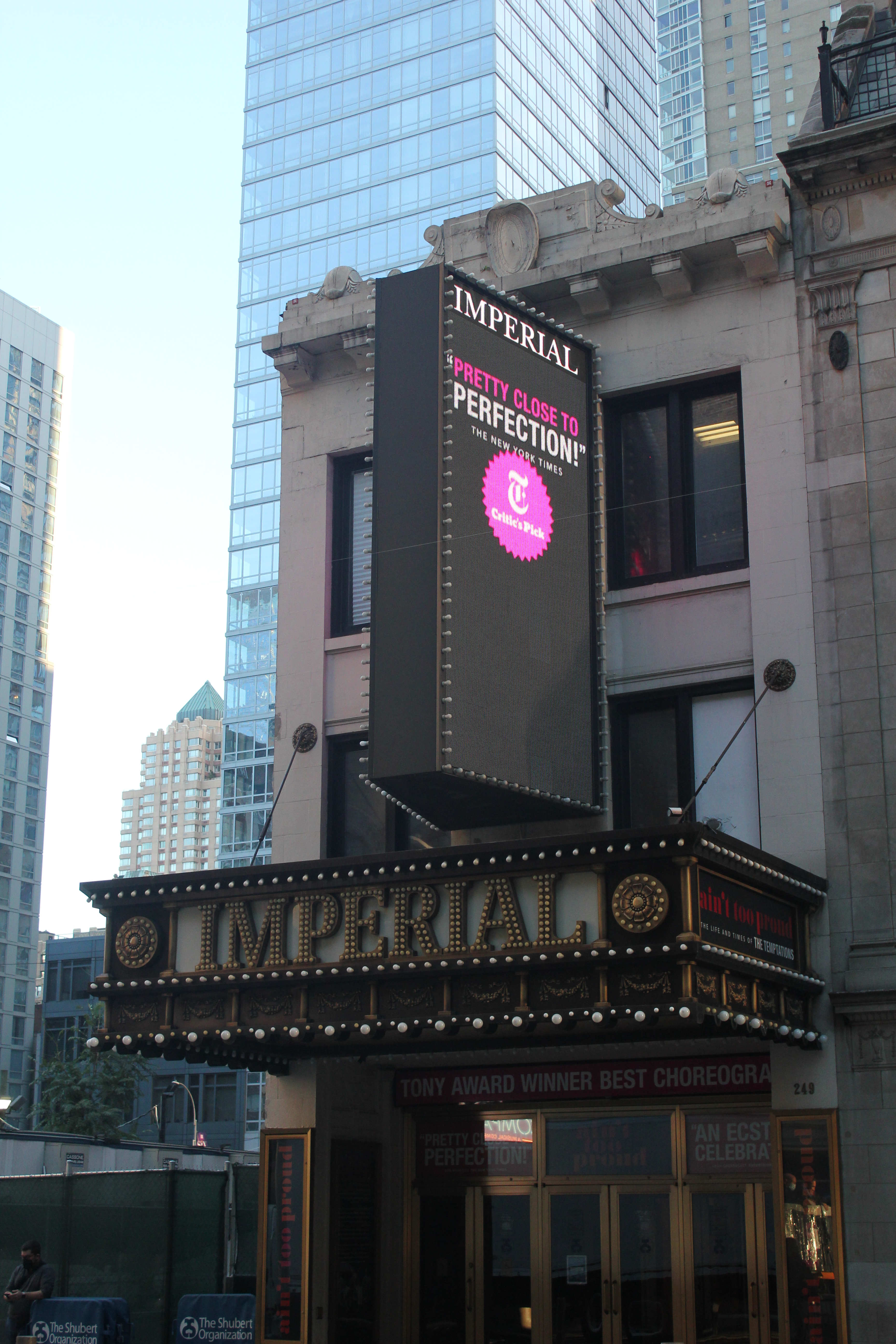
L'Imperial Theatre (Broadway), construit en 1923 par les frères Shubert, est toujours la propriété de la Shubert Organization.

La famille Shubert est une famille américaine à l'origine de la création du quartier des théâtres de Broadway, à New York, devenu plaque tournante de l'industrie théâtrale aux États-Unis.
Les frères Shubert sont à l'origine de The Shubert Organization. Ils ont dominé le monde du théâtre et du vaudeville dans la première moitié du XXe siècle, promouvant des divertissements adaptés aux goûts populaires.

## Histoire
L'histoire américaine de la famille commence quand Duvvid Schubart (translittéré en Shubert) et son épouse Katrina (Gitel) Helwitz quittent leur ville natale de Vladislavov dans l'Empire russe (aujourd'hui Kudirkos Naumiestis, Lituanie) avec leurs huit enfants, dont deux sont morts après le voyage. Ils arrivent à New York en provenance de Hambourg, via l'Angleterre, le 12 juin 1881 à bord du vapeur Spain. Ils s'installent ensuite à Syracuse, New York,.
Les trois fils Shubert, Lee Shubert (en) (1871-1953), Sam S. Shubert (en) (1878-1905) et Jacob J. Shubert (en) (1879-1963), abandonnent l'école et doivent travailler très jeunes. Ils s'introduisent dans le monde du théâtre et s'affairent à briser le monopole de la gestion théâtrale détenu par le puissant Theatrical Syndicate (en) d'Abe Erlanger et Mark Klaw) en fondant une agence rivale, la Shubert Organization,.
Leur société possède à Manhattan le célèbre Winter Garden Theatre (au 1634 Broadway), le Shubert Theatre (au 221 West 44th Street) et l'Imperial Theater. En 1924, ils possédent 86 théâtres aux États-Unis. En 1953, ils ont 600 spectacles à leur actif et accueilli 1000 spectacles dans leurs diverses salles. Dans les années 1920, ils possédent, exploitent, gèrent ou louent plus de 1 000 établissements dans tout le pays.
En 1942, ils possèdent, louent ou gèrent 20 des quelque 40 théâtres de la ville de New York et en contrôlent une quinzaine dans d'autres villes. En 2009, la Shubert Organization possède dix-sept théâtres de Broadway à New York, ainsi que le Shubert Theatre à Boston, le Forrest Theatre à Philadelphie et gère le National Theatre à Washington, DC. La société  possède et exploite également le complexe théâtral New World Stages.
Jerry Stagg considère que Lee Shubert est le partenaire clé de l'entreprise, montrant comment il a construit l'empire théâtral le plus réussi de l'histoire. Les frères ont ouvert de nouveaux quartiers de théâtres dans de nombreuses grandes villes américaines, employant des milliers de personnes au fil des ans. Le divertissement et le goût populaire étaient les objectifs, plutôt que les arts dramatiques. En 1924, ils contrôlent 75% de tous les théâtres américains, produisant 25% de toutes les pièces. En réponse, leurs acteurs créent Actor's Equity, un syndicat pour contrebalancer leur pouvoir. Lorsque la Grande Dépression provoqua la faillite de leur empire en 1933, ils auraient pu prendre leur retraite en étant riches. Au lieu de cela, ils maintiennent les théâtres en vie en investissant leur propre argent. Le gouvernement fédéral les a qualifiés de monopole et, en 1950, ils ont été poursuivis en justice par le gouvernement fédéral. En 1955, un arrêt de la Cour suprême des États-Unis statue qu'ils sont soumis aux lois antitrust. Ils vendent alors 12 salles dans six villes et ont abandonnent le secteur des réservations, le cœur de leur entreprise.

## Productions notables

### Comédies musicales
- Chinese Honeymoon (1902)
- Winsome Winnie (1903)
- The Babes and the Baron (1905)
- The Dancing Duchess (1914

### Revues
- Pioneer Days (1906) mettant en vedette des Indiens, de la cavalerie, des éléphanteaux et des choristes, réalisé par Lee Shubert
- The Passing Show (1912-1924), revue musicale annuelle, rivalisant avec les Ziegfeld Follies de Florenz Ziegfeld.

### Opérettes
- The Blue Paradise (1915) et autres comédies musicales de Sigmund Romberg

## Famille
Les enfants Shubert furent :
1. Lee Shubert (1871-1953), propriétaire/exploitant de théâtre, producteur. Marié à Marcella Swanson (1900-1973). Pas d'enfants.
2. Fannie Shubert (1868-1928). De son premier mariage avec Isaac Isaacs, elle eut trois fils : Jesse Isaacs (1893-1904), Larry Shubert (1894-1965) et Milton Isaacs Shubert (1901-1967). Son deuxième mari était William Weissager.
3. Sarah Shubert (1870-1934). Mariée à Edward Davidow. Pas d'enfants.
4. Sam S. Shubert (1878-1905), producteur, scénariste, metteur en scène et propriétaire/exploitant de théâtre ; est décédé dans un accident de train en Pennsylvanie
5. Jacob J. Shubert (1879-1963), producteur, metteur en scène et propriétaire/exploitant de théâtre. De son premier mariage avec Catherine Dealy, il eut un fils John Jason Shubert (1908-1962).
6. Dora (Débora) Shubert (1880-1951). De son mariage avec Milton Wolf (1881-1955), elle eut une fille, Sylvia Wolf Golde (1910-1981)